# E-mu Systems
E-mu Systems - виробник програмного синтезатора, аудіоінтерфейсу, MIDI- інтерфейсу та MIDI- клавіатур, заснований в 1971 році. E-mu була піонером у виробництві семплерів, драм-машин на основі семплів і недорогих цифрових музичних робочих станцій для семплювання .
У 1993 році E-mu Systems була придбана компанією Creative Technology, Ltd.  У 1998 році E-mu було об'єднано з Ensoniq, іншим виробником синтезаторів і семплерів, раніше придбаним компанією Creative Technology.  Востаннє E-mu базувалася в Скоттс-Веллі, штат Каліфорнія, на околиці Кремнієвої долини. 

## Основні продукти
|  | 1979 - Audity                                                                                    |
|  | 1982 - Emulator                                                                                  |
|  | 1984 - Emulator II                                                                               |
|  | 1985 - SP-12                                                                                     |
|  | 1987 - SP-1200                                                                                   |
|  | 1987 - Emulator III                                                                              |
|  | 1988 - Emax SE                                                                                   |
|  | 1990 - Proteus 1 (Pop/Rock)                                                                      |
|  | 1993 - Emulator IIIXP                                                                            |
|  | 1994 - ProteusFX                                                                                 |
|  | 1997 - Planet Phatt (Hip-Hop) 1996 - Orbit (Techno/Electronica)                                  |
|  | 1996 - Launch-Pad controller for Orbit                                                           |
|  | 1998 - E-mu Proteus 2000                                                                         |
|  | 1999 - E4XT Ultra                                                                                |
|  | 2000 - Xtreme Lead-1 (Techno/Electronica) 2000 - Mo'Phatt (Hip-Hop) 2002 - Turbo Phatt (Hip-Hop) |
|  | 2001 - E-mu PK-6 (Pop/Rock)                                                                      |

- 1973 - E-mu Modular System
- 1980 - Audity
- 1981 - Emulator
- 1983 - Drumulator
- 1984 - Emulator II
- 1985 - E-mu SP-12
- 1986 - Emax
- 1987 - Emulator III
- 1987 - E-mu SP-1200
- 1990 - Proteus 1 Pop/Rock
- 1990 - Proteus 2 Orchestral
- 1991 - Proteus 3 World
- 1991 - Pro/Cussion
- 1993 - Morpheus[2]
- 1994 - Emulator IV / e 64
- 1996 - Orbit 9090
- 1997 - Planet Phatt
- 1997 - Carnaval
- 1997 - Orbit 9090 V2
- 1998 - Proteus 2000
- 1998 - E-mu APS (Audio Production Studio)
- 1999 - E4 Ultra Samplers
- 2001 - XL7/MP7 Command Stations
- 2003 - PCI Digital Audio Systems
- 2004 - Emulator X
- 2005 - CardBus Digital Audio Systems
- 2006 - Emulator X2
- 2006 - Xboard 25, 49, 61
- 2006 - E-mu Proteus X
- 2007 - Digital Sound Factory licenses and remasters original Proteus and Emulator sound libraries
- 2009 - E-mu PIPEline бездротова система
- 2009 - Emulator X3, семплер
- 2010 - longboard 61, безпровідна клавіатура на 49 клавіш

## зовнішні посилання
- Системи E-mu
- Digital Sound Factory
- Інтерв'ю Скотта Веджа в Бібліотеці усної історії NAMM (2007)
- Інтерв’ю Девіда Россума в Бібліотеці усної історії NAMM (2007)
- Огляд E-mu Planet Phatt - Sound On Sound (archive.org)
- Огляд E-mu Orbit v2 - Sound On Sound (archive.org)
- E-mu Carnaval - Sound On Sound огляд (archive.org)
- Огляд E-mu E-Synth - Sound On Sound (archive.org)